# Tetjana Rjabtsjenko
Tetjana Rjabtsjenko (Oekraïens: Тетяна Рябченко) (Zjytomyr, 28 augustus 1989) is een Oekraïens voormalig wielrenster.

## Carrière
Op 12 mei 2013 won Rjabtsjenko de wereldbekerwedstrijd Ronde van Chongming. Ze werd driemaal Oekraïens kampioene op de weg en een keer in de tijdrit. Ze won in 2015 het bergklassement in de Trophée d'Or, in 2016 het bergklassement in de Ronde van Polen en in 2018 het bergklassement van de Chinese rittenkoers Panorama Guizhou.
Rjabtsjenko reed vanaf 2009 vijf jaar voor de Italiaans-Litouwse wielerploeg Chirio-Forno d'Asolo, in 2014 voor S.C. Michela Fanini Rox en erna twee jaar voor Inpa-Bianchi. In 2017 kwam ze uit voor de Nederlands-Belgische ploeg Lensworld-Kuota en vanaf 2018 twee jaar bij Doltcini-Van Eyck Sport.

## Palmares

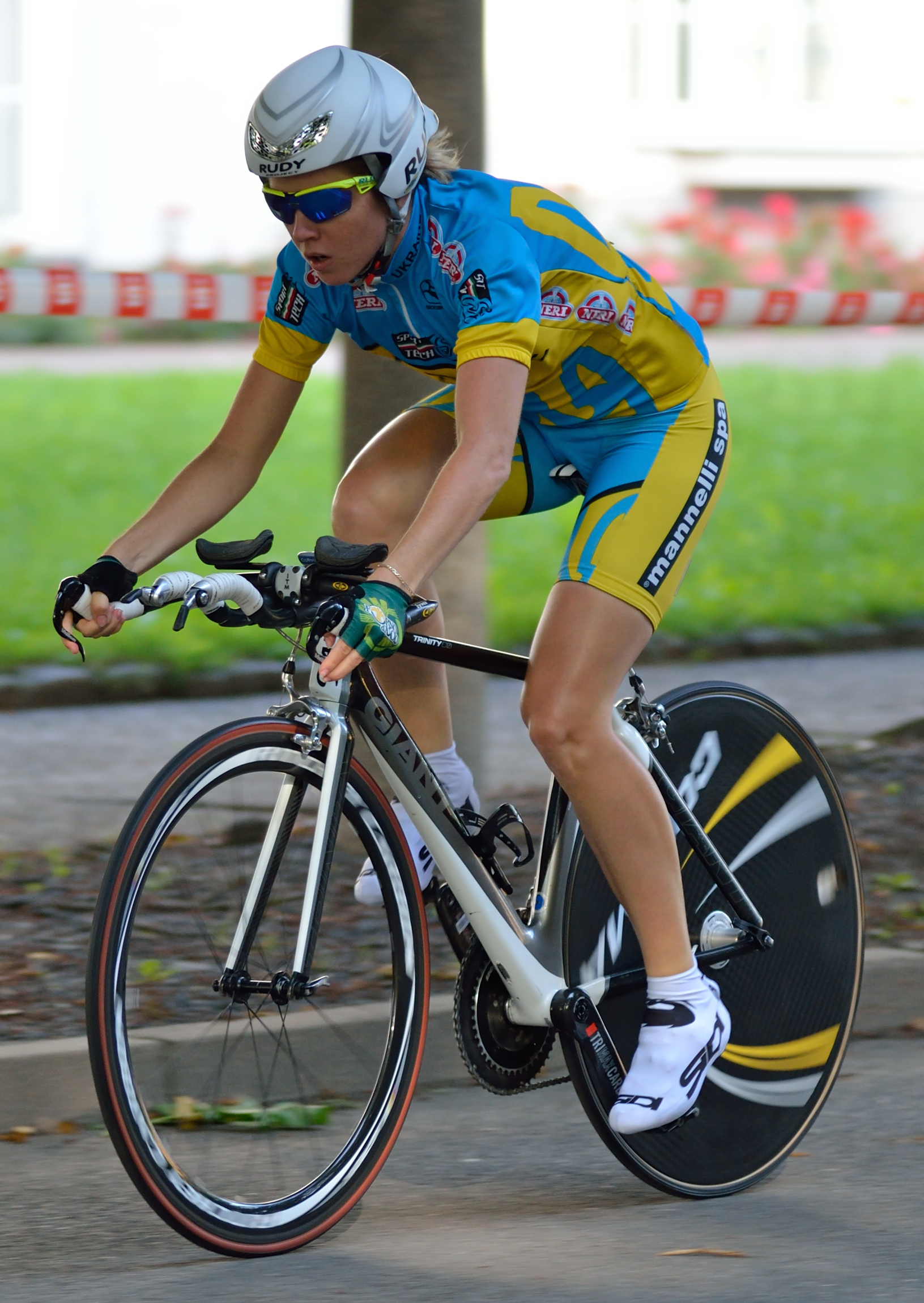
In de Thüringen Rundfahrt 2012.

2011
 Oekraïens kampioene op de weg
7e op Europese kampioenschappen wielrennen (wegrit)
10e op Europese kampioenschappen wielrennen (tijdrit)
2013
Ronde van Chongming (Wereldbeker)
2014
 Oekraïens kampioene op de weg
 Oekraïens kampioene tijdrijden
2015
 Oekraïens kampioene op de weg
 Oekraïens kampioenschap tijdrijden
 Bergklassement Trophée d'Or
2016
 Bergklassement Ronde van Polen
Horizon Park Women Challenge
 Oekraïens kampioenschap op de weg
 Oekraïens kampioenschap tijdrijden
2017
 Oekraïens kampioenschap op de weg
 Oekraïens kampioenschap tijdrijden
2018
 Bergklassement Panorama Guizhou International Women's Road Cycling Race
2019
 Oekraïens kampioenschap tijdrijden

### Uitslagen in voornaamste wedstrijden
| Jaar | Ronde van Vlaanderen | Amstel Gold Race | Luik-Bast.‑Luik | Trofeo Alfredo Binda | Waalse Pijl | Ronde van Emilia |  | WK op de weg |
| ---- | -------------------- | ---------------- | --------------- | -------------------- | ----------- | ---------------- |  | ------------ |
| 2010 |                      |                  |                 | opgave               | 88e         |                  |  |              |
| 2011 | opgave               |                  |                 | 28e                  | opgave      |                  |  | 62e          |
| 2012 |                      |                  |                 | 35e                  |             |                  |  |              |
| 2013 |                      |                  |                 | 30e                  |             |                  |  | 36e          |
| 2014 |                      |                  |                 |                      |             |                  |  | 28e          |
| 2015 |                      |                  |                 | 36e                  | 38e         | 6e               |  | opgave       |
| 2016 | 80e                  |                  |                 | 58e                  | 44e         | 18e              |  |              |
| 2017 | 53e                  | 13e              | 17e             | 40e                  | 13e         |                  |  |              |
| 2018 | opgave               | 71e              | 61e             | 50e                  | 56e         |                  |  | opgave       |
| 2019 |                      | opgave           | 64e             |                      | 19e         |                  |  |              |

## Ploegen
- 2009 -  USC Chirio-Forno d'Asolo
- 2010 -  ACS Chirio-Forno d'Asolo
- 2011 -  Forno d'Asolo-Colavita
- 2012 -  Forno d'Asolo-Colavita
- 2013 -  Chirio-Forno d'Asolo

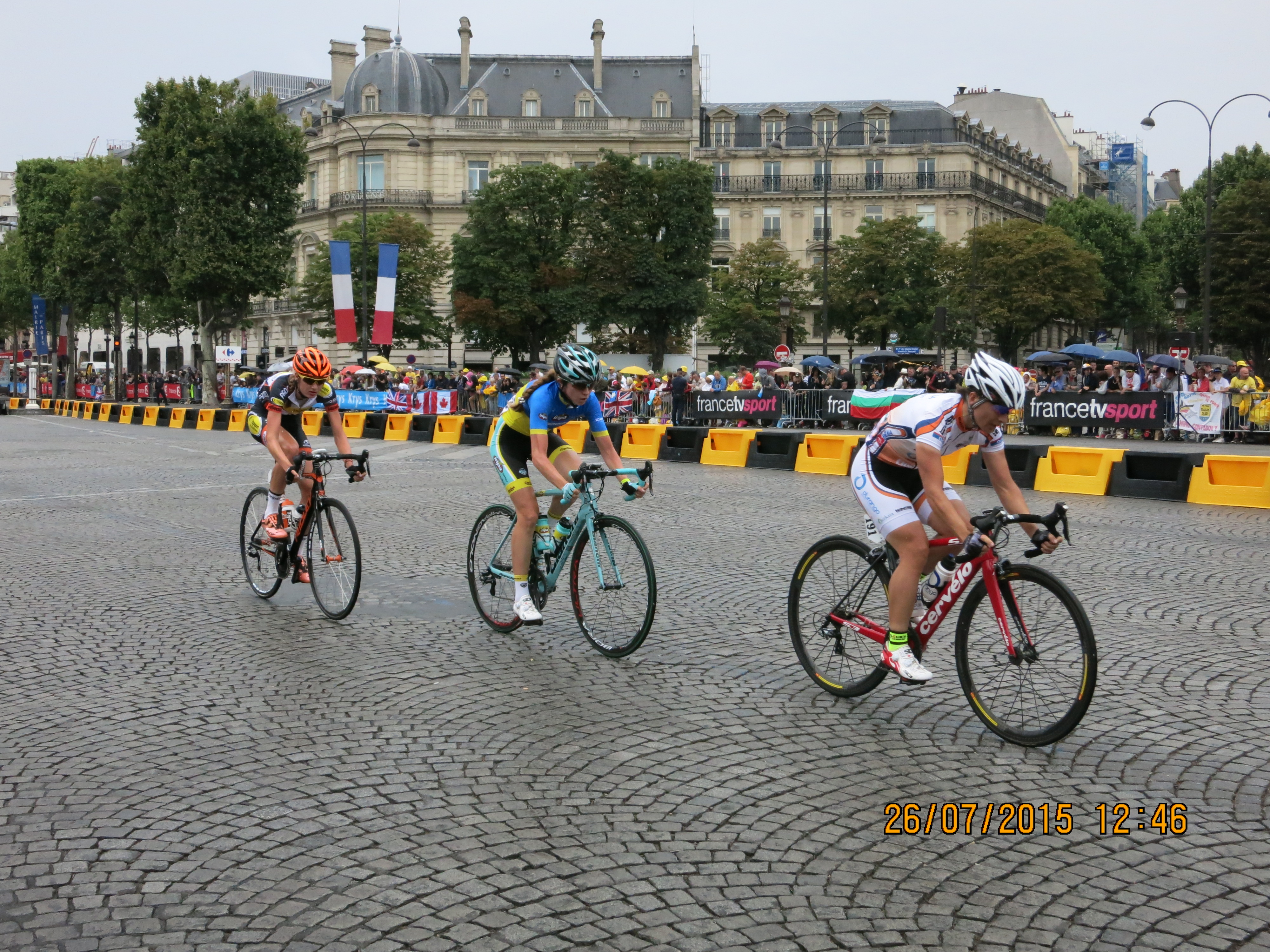
In de Oekraïense kampioenstrui tijdens La Course 2015 op de Champs-Élysées in Parijs.

- 2014 -  S.C. Michela Fanini Rox (vanaf 1 juni)
- 2015 -  Inpa Sottoli Bianchi Giusfredi
- 2016 -  Inpa-Bianchi
- 2017 -  Lensworld-Kuota
- 2018 -  Doltcini-Van Eyck Sport
- 2019 -  Doltcini-Van Eyck Sport